# Ланчано (Перуђа)
Ланчано (итал. Lanciano) је насеље у Италији у округу Перуђа, региону Умбрија.
Према процени из 2011. у насељу је живело 83 становника. Насеље се налази на надморској висини од 655 м.